# Plaza de la Constitución (Pontevedra)
La plaza de la Constitución es un espacio público del siglo XX situado en el centro de la ciudad española de Pontevedra, en el barrio de Campolongo.

## Origen del nombre
La plaza toma su nombre de la Constitución española de 1978.

## Historia
La zona en la que se ubica actualmente la plaza de la Constitución era un enclave natural sin urbanizar, al norte del antiguo pazo de Campolongo propiedad de los marqueses de Leis. En ella había incluso una especie de isla formada por el río Gafos a la que acudían los vecinos del lugar a recrearse y a bañarse.
En 1970 se procedió a canalizar el río Gafos y a crear un paseo peatonal encima al que se denominó paseo de Valle-Inclán, para lo que fueron necesarios numerosos rellenos del río y la construcción de un muro trapezoidal con 20 000 toneladas de hormigón. El Ministerio de Vivienda empezó a urbanizar el barrio y a construir centros educativos y viviendas. En 1975, el Ayuntamiento de Pontevedra recibió oficialmente de manos del director general del Instituto Nacional de la Vivienda, Ramón Andrada Pfeiffer, la finalización de la urbanización del barrio y se empezó a acondicionar progresivamente un sencillo parque central con distintas extensiones de césped y arbolado. 
El 19 de marzo de 1979 se inició la construcción de la Iglesia de San José, que delimitó la actual plaza por su lado norte y que se inauguró el 23 de octubre de 1983.
El nombre de plaza de la Constitución había sido la denominación oficial de la plaza de la Herrería de 1854 a 1931. En 1980 el PSOE local presentó una propuesta solicitando al ayuntamiento la incorporación al callejero de Pontevedra de una nueva plaza de la Constitución. El 30 de diciembre de 1982 el Ayuntamiento de Pontevedra decidió en una moción designar con ese nombre el parque de Campolongo delante de la nueva iglesia de San José.
El 6 de diciembre de 1988 el Ayuntamiento de Pontevedra instaló en la plaza el Monumento a la Constitución con motivo del décimo aniversario de la constitución española de 1978.
En 1996, el ayuntamiento taló el eucaliptal que había en Campolongo cerca de la actual avenida María Victoria Moreno, y creó un nuevo parque de 4 500 metros cuadrados en los terrenos donde se encontraban los eucaliptos, como continuación de la plaza de la Constitución al otro lado de la calle Iglesias Vilarelle. El nuevo parque fue conocido desde el principio como parque de la Seta por el quiosco en forma de seta que se construyó en su lado noroeste.
El 15 de febrero de 2019 se inauguró el nuevo parque infantil de Campolongo de 930 metros cuadrados en el suroeste de la plaza de la Constitución. En 2022 el parque fue elegido como la mejor área infantil de juegos de su tipo.

## Descripción
La plaza de la Constitución es una plaza-parque peatonal con forma rectangular y una superficie de 10 500 metros cuadrados. En ella confluyen las calles Iglesias Vilarelle al sur y el Paseo de Valle-Inclán sobre el río Gafos y está delimitada por la calle Alcalde Hevia al este y la avenida de Augusto García Sánchez al norte.
La plaza cuenta con un suelo de tierra compactada y diferentes áreas de césped distribuidas en distintas secciones. El Monumento a la Constitución se encuentra en el centro del lado norte de la plaza. Se asienta sobre una base de piedra escalonada con el escudo de Pontevedra y está compuesto por un monolito en granito sobre el que se muestra adosado el libro de la Constitución española de 1978 en bronce abierto en la página del preámbulo.
En el lado suroeste de la plaza-parque se ubica un parque infantil delimitado por un vallado de madera de escasa altura. Dispone de cerca de 1 000 metros cuadrados, tiene pavimento de césped artificial y cuenta con una gran torre de siete metros con toboganes, uno de ellos en zigzag, una tirolina, un balancín, zona para trepar y columpios. Tiene también un área de estancia para los cuidadores y elementos de juego adaptados a personas con discapacidad.
En el corazón de la plaza, a la derecha, se encuentra un estanque con surtidores de agua, rodeado de césped. En el sureste, se halla un pequeño hórreo ornamental gallego, exponente de las antiguas costumbres y tradiciones arraigas en la vida diaria de este lugar cuando Campolongo aún era campo.
En la plaza hay una gran variedad de árboles, entre los que destacan dos ginkgos, tres cipreses de los pantanos, dos arces americanos, cuatro ailantos, tres abedules péndulo, tres camelios, dos drácenas cordiline, dos acebos de Alta Clere, dieciocho magnolios, siete palmeras canarias, diez álamos blancos, tres chopos negros, dos chopos peral y cuatro olmos montanos.

## Galería de imágenes

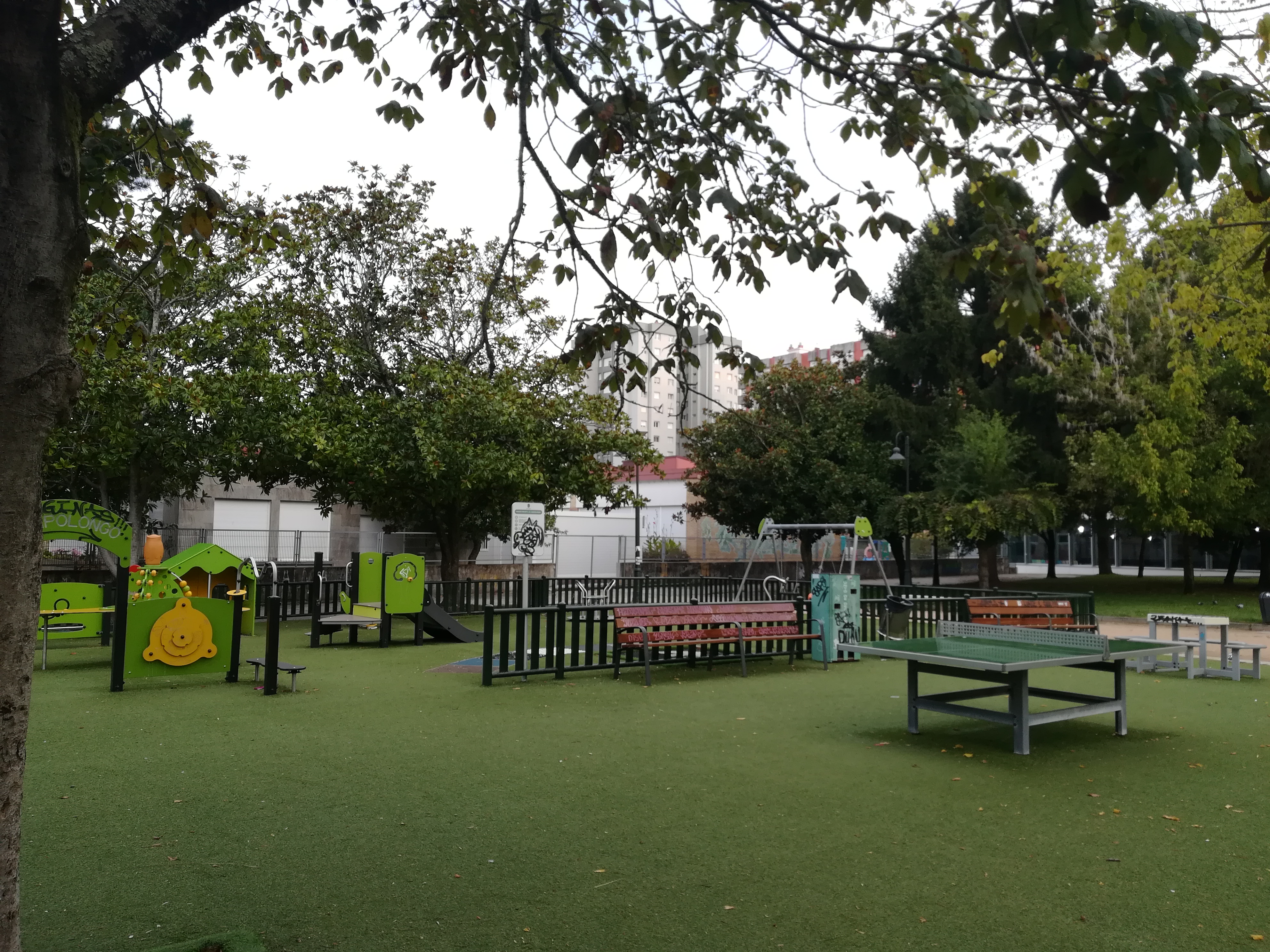
Parque infantil
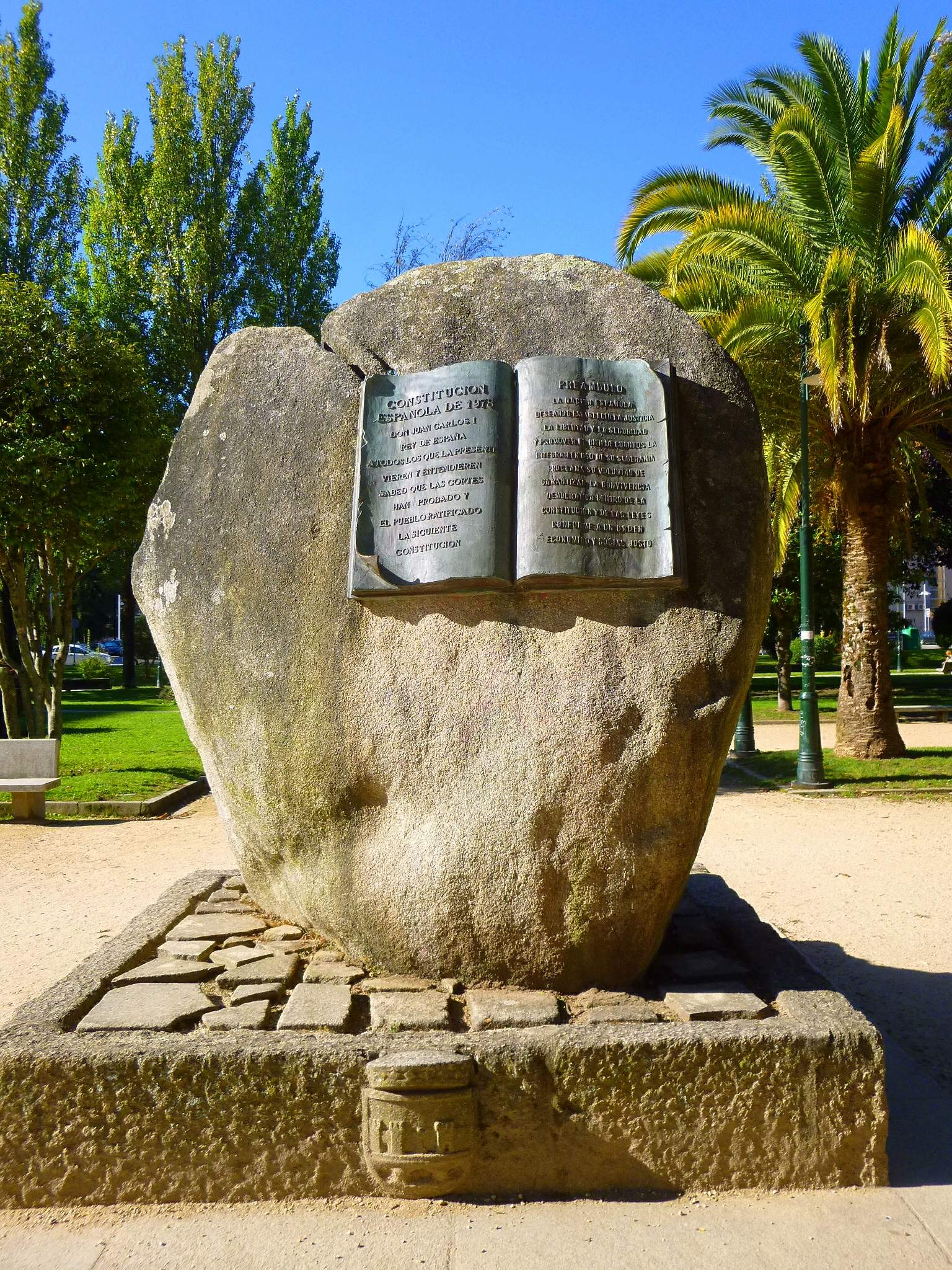
Monumento a la Constitución (1988)
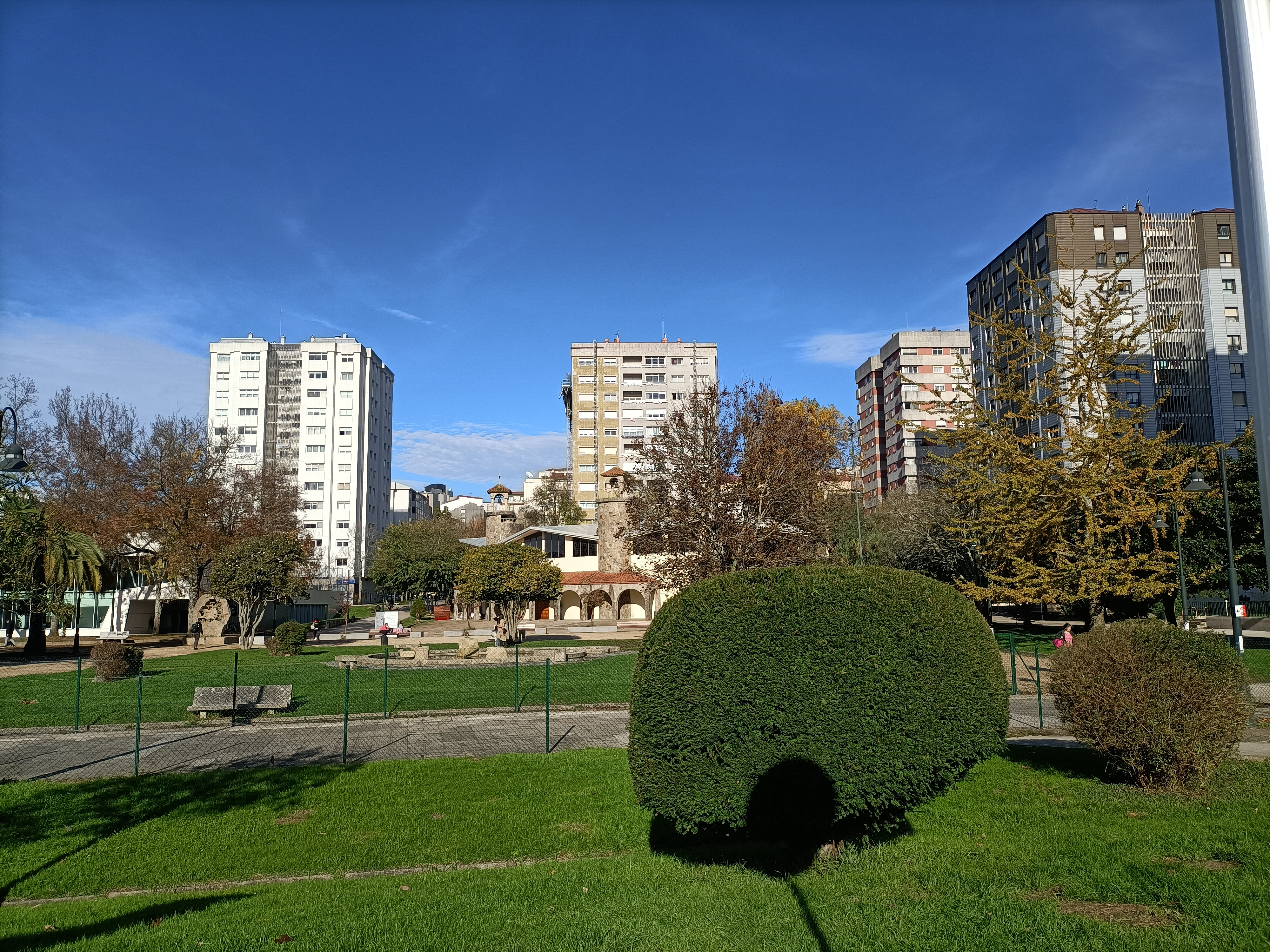
Vista general de la plaza de la Constitución desde el sur
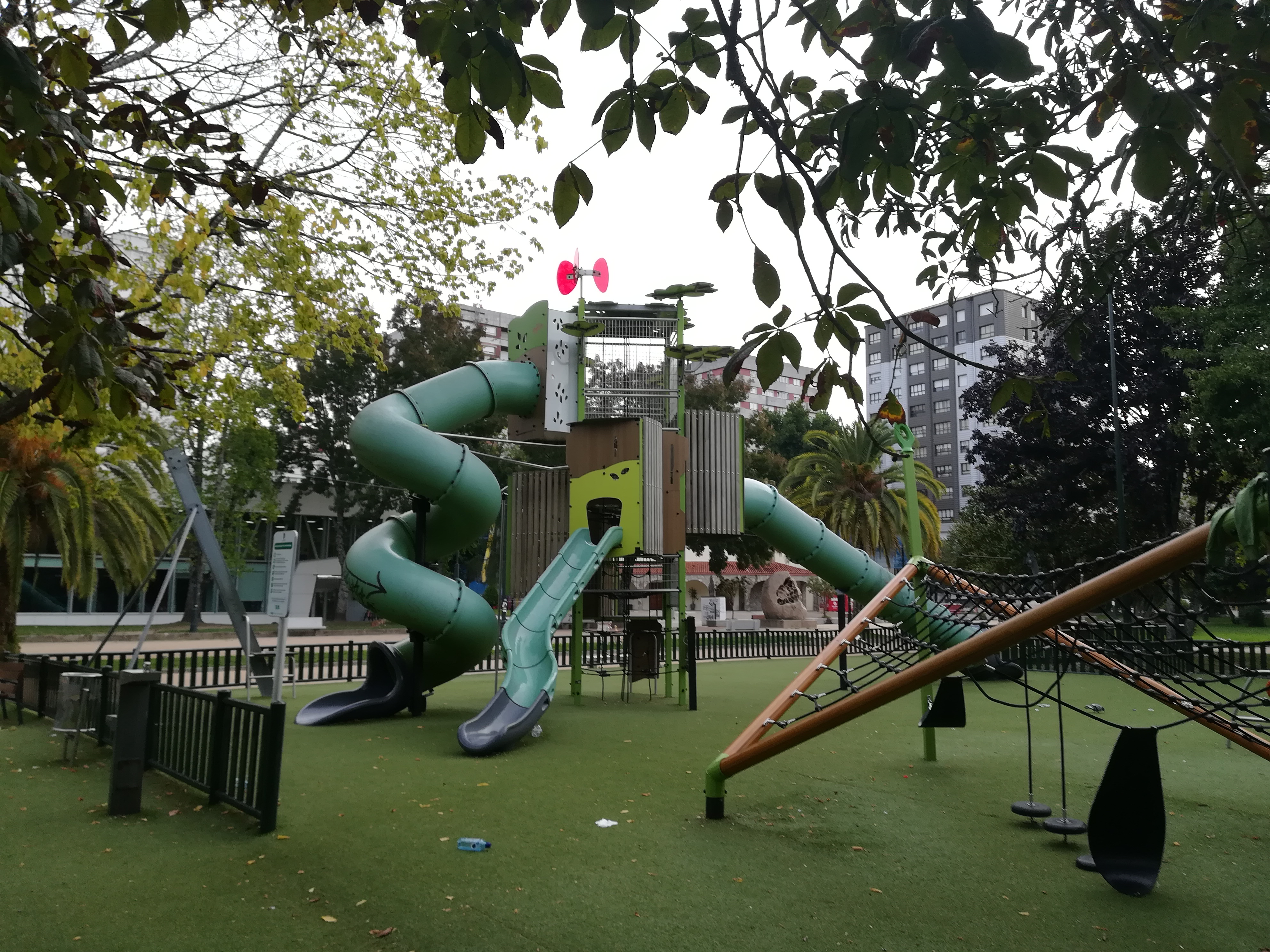
Parque infantil
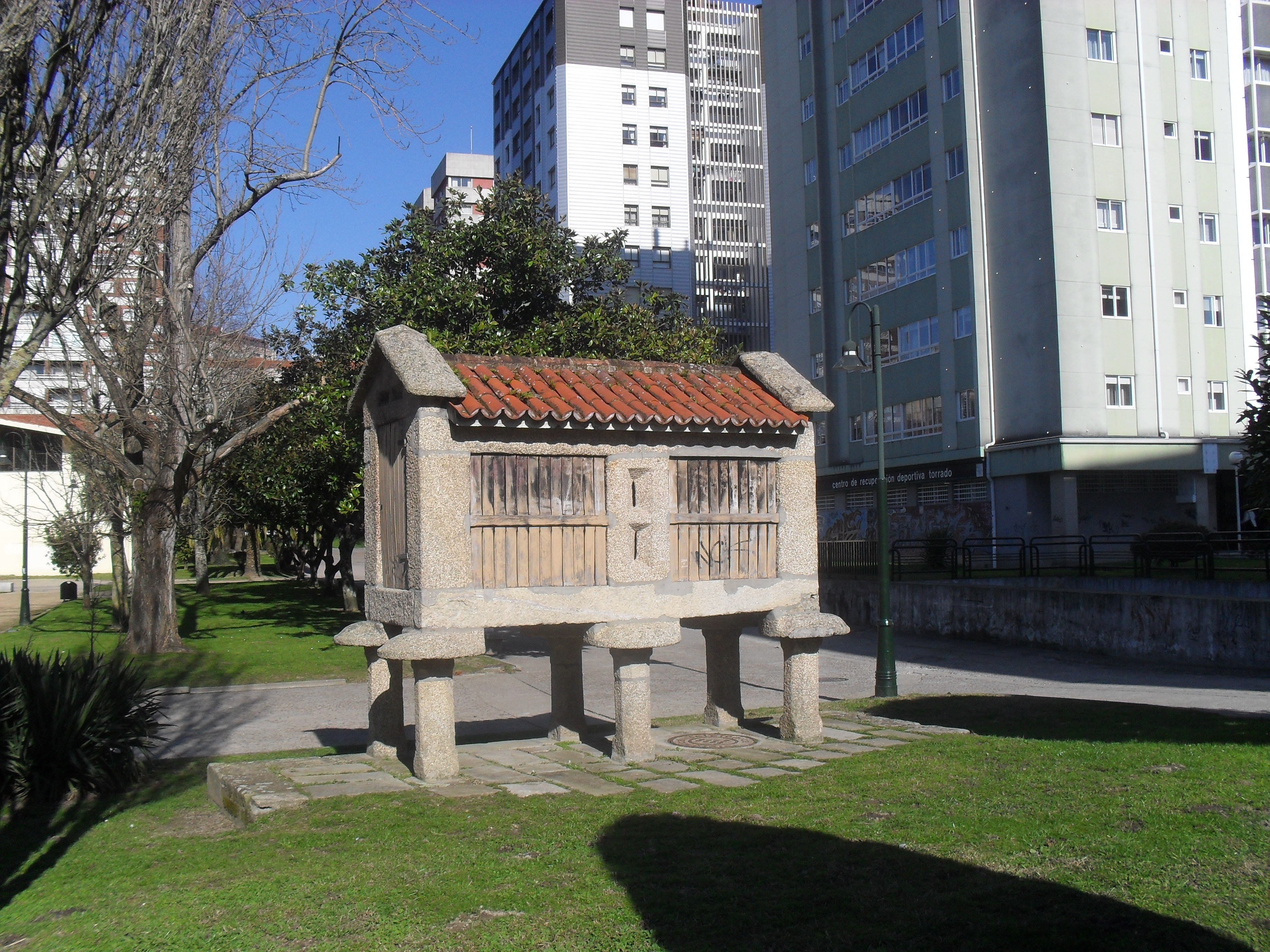
Hórreo ornamental en el sureste de la plaza.
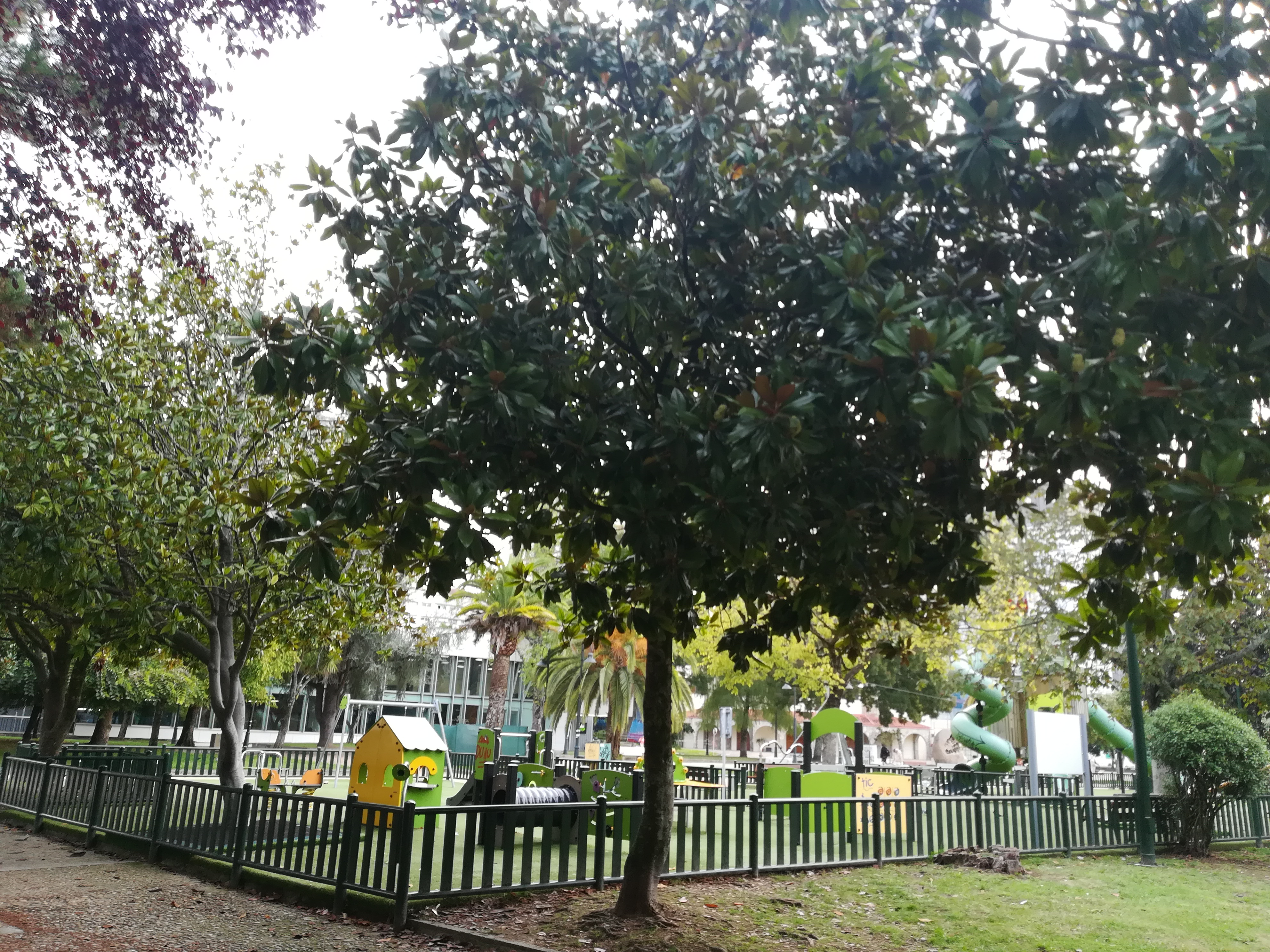
Parque infantil
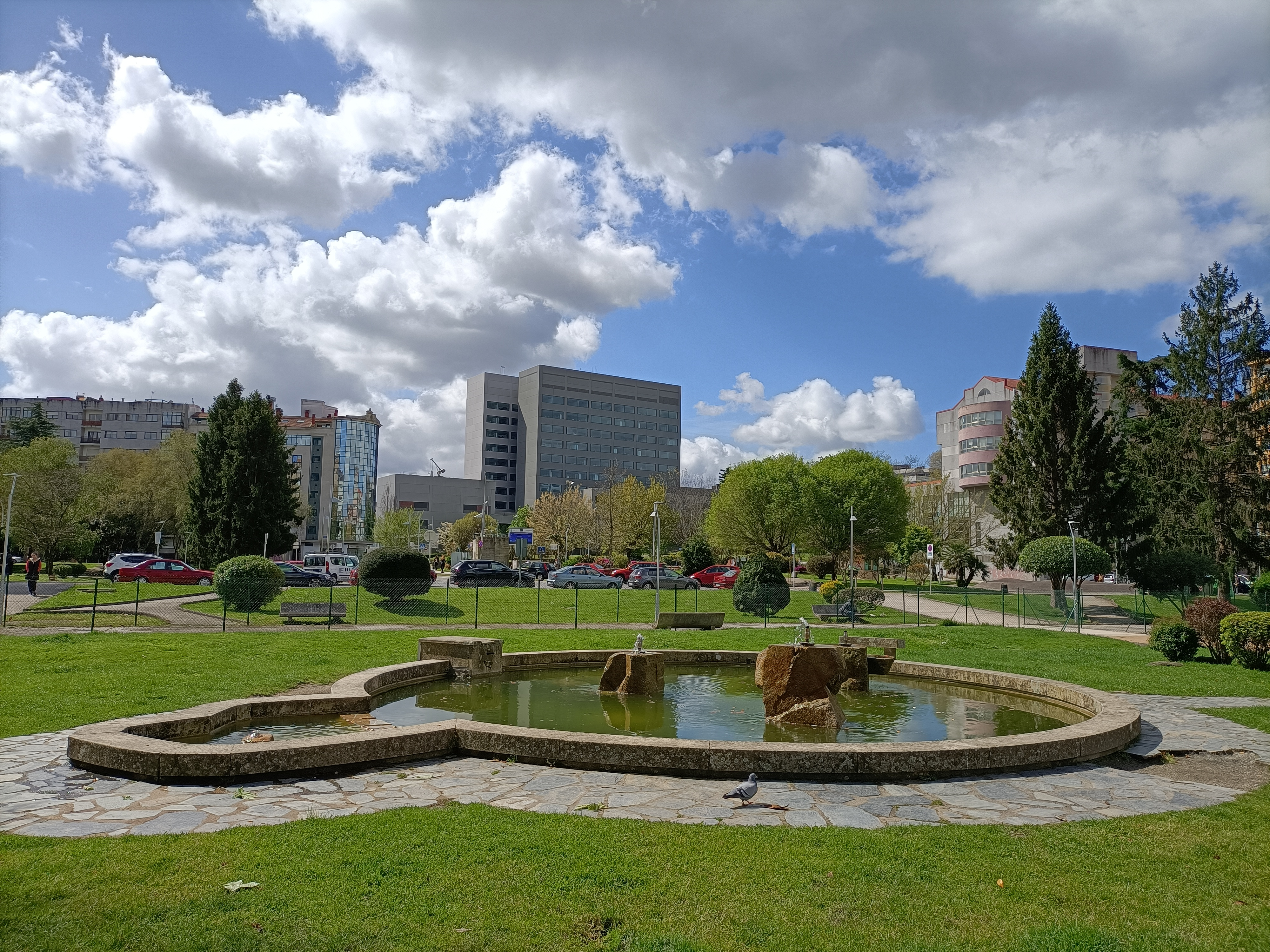
Fuente de la plaza
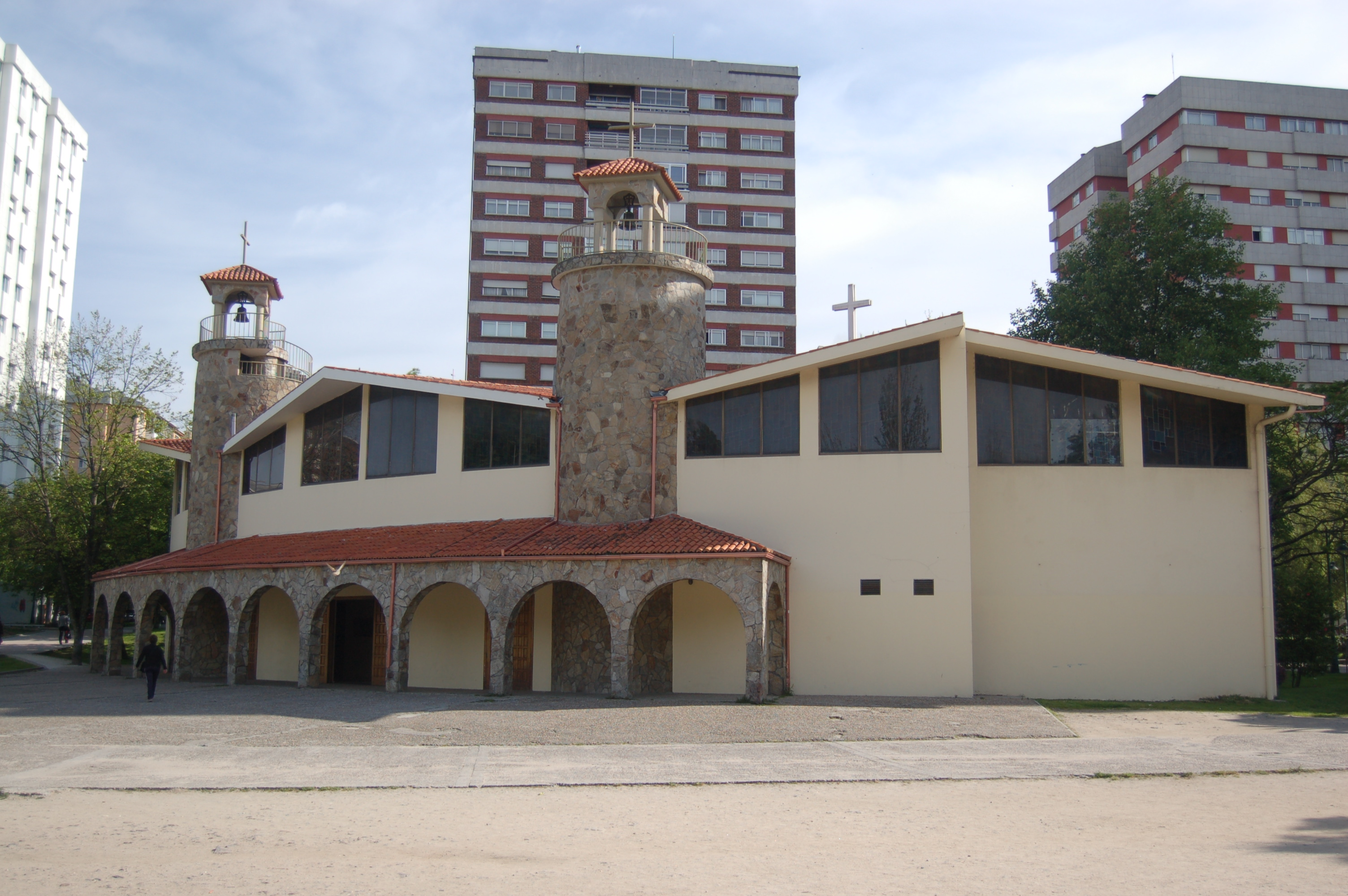
La iglesia de San José frente a la plaza
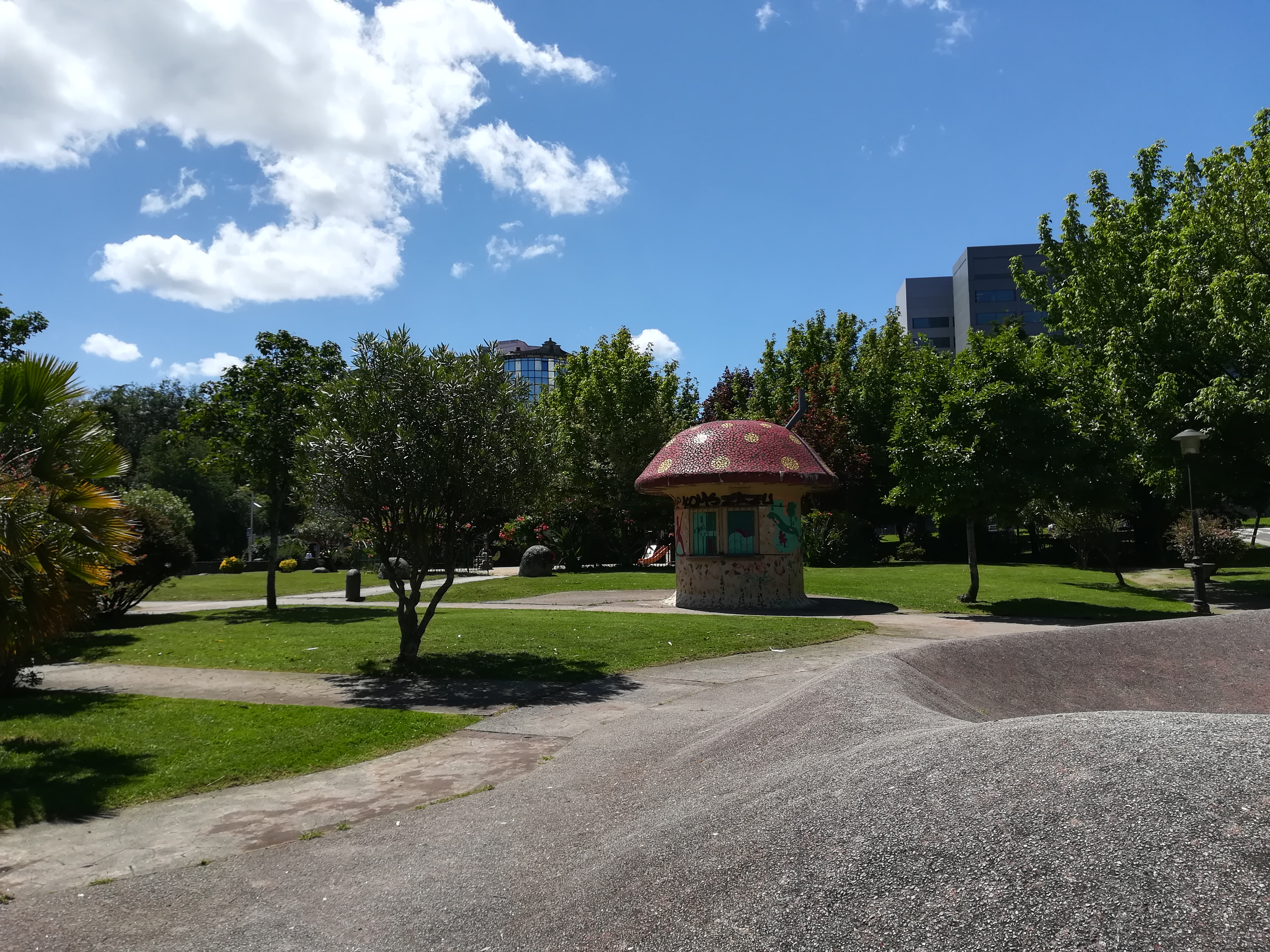
Parque de la Seta